# GBU-43 MOAB
GBU-43/B Massive Ordnance Air Blast bomb (MOAB) (také známá jako Mother of All Bombs - matka všech bomb) je velká konvenční bomba vyvinutá pro letectvo Spojených států Albertem L. Weimortsem juniorem. V době vývoje byla považována za nejsilnější nenukleární zbraň vůbec. Bomba byla navržena ke shozu z transportního letounu C-130.
Od té doby Rusko úspěšně testovalo z bombardéru TU-160 jejich Father of All Bombs (otec všech bomb) a podle výsledků měření tvrdí, že je 4x silnější než MOAB, ačkoli o velikosti a síle ruské zbraně mohou někteří lidé vést dohady, stejně jako o síle a velikosti zbraně americké.

## Vývoj
MOAB je projekt Air Force Research Laboratory (výzkumná laboratoř letectva USA), který začal v roce 2002 jako následovník projektu BLU-82 "Daisy cutter". Podstoupil úspěšný test v Eglin Air Force Base na Floridě dne 11. května 2003 a další 21. listopadu téhož roku.

## Parametry
MOAB je bomba 9,17 m dlouhá, v průměru 102,9 cm a vážící 9,5 tuny, (ačkoli U.S. Air Force Research Laboratory tvrdí, že existuje i větší verze vážící 13 tun), z čehož 8,4 tun je explozivní náplň. Poloměr výbuchu je 137,61 m, ale masivní tlaková vlna vytvořená výbuchem je schopná zničit oblast velkou jako 9 městských bloků (zhruba 15 fotbalových hřišť)[ujasnit]. Kvůli svým rozměrům a váze musí být bomba shazována z nákladního letadla, obvykle C-130. Je naváděna pomocí systému GPS a využívá padák k vytažení z nákladového prostoru letadla, tudíž může být shazována z větší výšky než její předchůdce BLU-82. Je to první americká zbraň využívající ocasní plochy ruského stylu (známé jako „Belocerkovského mřížkové ploutve“) a je jen o málo menší než bomba Grand Slam z druhé světové války.
MOAB používá 8,5 tuny explozívní náplně H6. Se sílou rovnou 1,35 násobku síly TNT je H6 jednou ze silnějších výbušnin užívaných armádou Spojených států. H6 je výbušný mix RDX (cyklotrimethlylen trinitramin), TNT (trinitrotoluen) a hliníku. H6 je obvykle využíváno armádou pro víceúčelové bomby a je výbušným plnivem vyráběným v Austrálii. H6 je také široce používaným plnivem pro podvodní zbraně jako miny, hlubinné nálože a torpéda.

Ačkoli její efekt byl často srovnáván s jadernou zbraní, má pouze zhruba tisícinu síly atomové bomby shozené na Hirošimu. MOAB je ekvivalentem 11 tun TNT, kdežto výbuch v Hirošimě byl ekvivalentem 13 000 tun TNT a moderní jaderné pumy jsou ještě mnohem silnější než bomba z Hirošimy. Nicméně svojí silou se MOAB vyrovná nejmenším jaderným bombám jako např. M-388 Davy Crockett. 

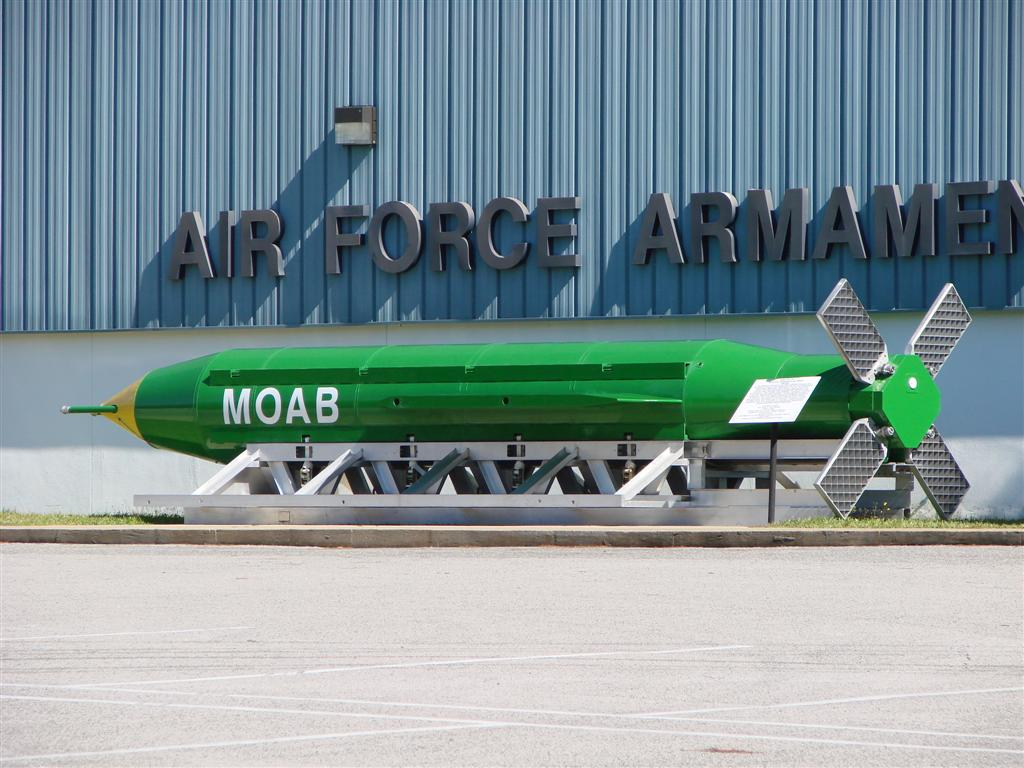
GBU-43/B vystavená v muzeu výzbroje amerického letectva na základně Eglin na Floridě.

Kromě 2 kusů MOAB vyrobených pro testy je známo 15 kusů z továrny McAlester Army Ammunition Plantin z roku 2003 na podporu operace Irácká svoboda. Dne 13. 4. 2017 došlo k prvnímu ostrému použití této bomby. Byla svržena na afghánskou oblast Achin v provincii Nangarhár. Důvodem tohoto svržení je zasažení oblasti s vysokou koncentrací bojovníků ISIS.

## Využití
Základní design nese znaky BLU-82 Daisy Cutter, která byla použita ve válce ve Vietnamu a také v Afghánistánu – nejvíce pro čištění velkých zalesněných ploch na tehdejší frontě a pro útoky na opevněné cíle. Na rozdíl od Daisy Cutteru, MOAB je určena k ničení cílů opevněných popř. podzemních. MOAB je pomocí GPS naváděná bomba shazovaná volným pádem, kdežto Daisy Cutter je nenaváděná, padákem stabilizovaná a vyžaduje relativně nízkou výšku shozu.
Pentagon prosazoval svůj záměr použít bomby MOAB jako zbraň proti pěšákům jako součást strategie „shock and awe“ (šok a úžas) v Iráku. Letectvo Spojených států realizovalo test, kde subjektům ukázali video výbuchu MOAB. Kromě skupiny jaderných vědců všichni ostatní výbuch chybně identifikovali jako jaderný. Tento test demonstroval potenciál bomby MOAB k vyvolání psychologického strachu.
Ačkoli je MOAB primárně určena k destrukci opevněných a podzemních cílů, lze jí také využít proti lehkým až středním pozemním cílům o veliké rozloze. Ovšem vícenásobné údery zbraněmi menšího kalibru by mohly být efektivnější, neboť tyto lze shazovat ze stíhaček nebo bombardérů jako F-16, které mají mnohem lepší manévrovatelnost a prostředky sebeobrany než letouny C-130 a C-17. Kobercové bombardování z velké výšky mnohem menšími 900 nebo 450 kilogramovými bombami shazované z B-52 je také velmi efektivní v pokrytí velkých oblastí.
Dne 13. 4. 2017 byla GBU43 svržena v Afghánistánu na podzemní systém tunelů Islámského státu. Afghánské speciální jednotky poté zjistily, že stromy v bezprostředním okolí výbuchu byly sežehlé, domy zčásti zbořené, ale o několik set metrů dál byly již stromy neporušené a také tunely nevypadaly poškozeně.